# Celebrity Reflection
Die Celebrity Reflection (deutsch Spiegelbild oder Reflexion) ist ein Kreuzfahrtschiff der amerikanischen Reederei Celebrity Cruises. Es handelt sich um das fünfte und letzte Schiff der Solstice-Klasse und wurde im Jahr 2012 in Dienst gestellt.

## Geschichte

### Bau
Das Schiff wurde im Auftrag der Reederei Celebrity Cruises auf der Meyer Werft in Papenburg gebaut. Der Bau begann am 24. März 2011 mit dem ersten Stahlschnitt. Am 29. Januar 2010 folgte die Kiellegung, ehe das Schiff am 11. August 2012 ausgedockt wurde.

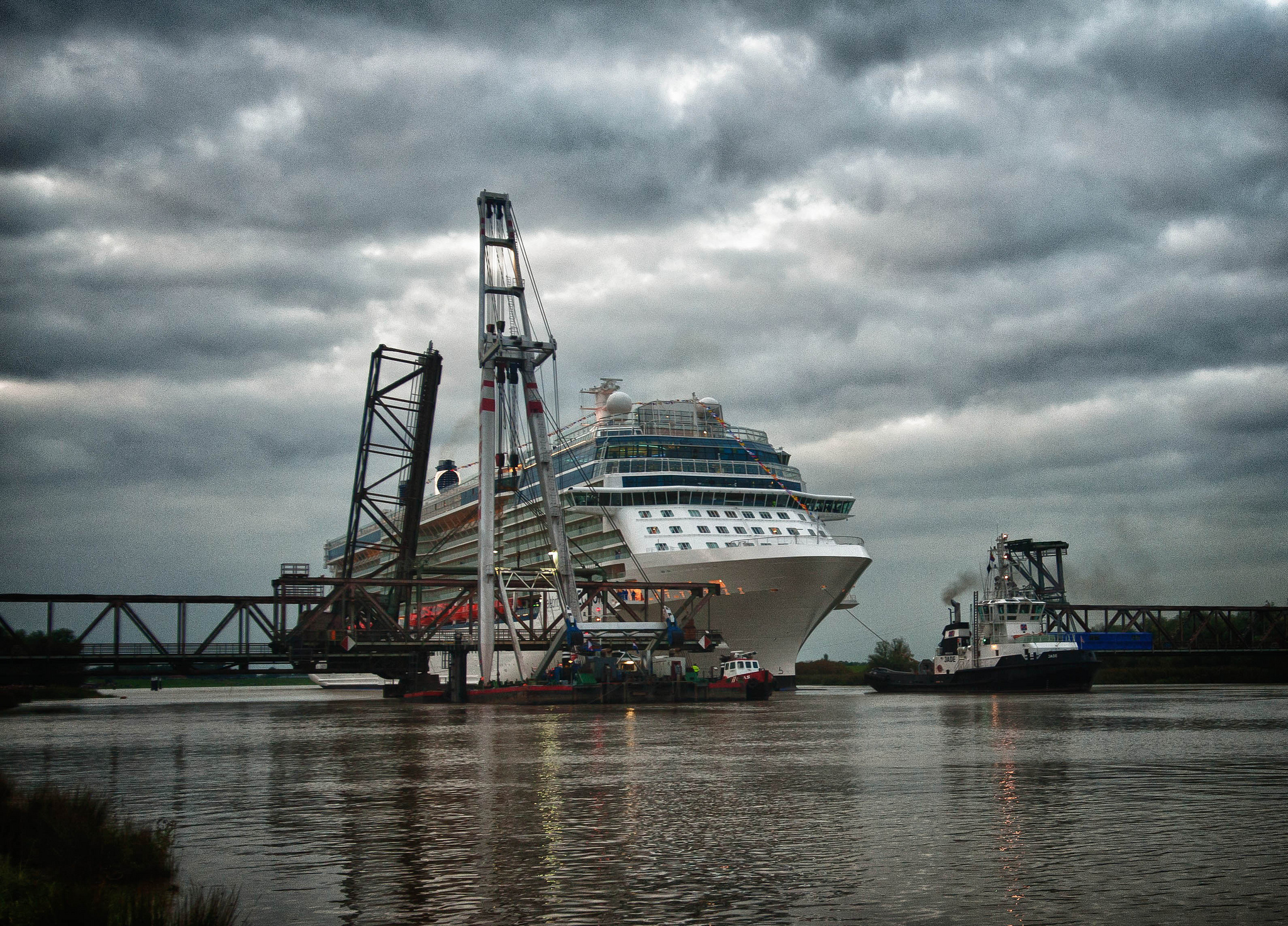
Das Schiff auf der Ems an der Friesenbrücke

Am 16. September 2012 über die Ems nach Eemshaven überführt. Das Schiff legte die Überführung nach Eemshaven rückwärts zurück, da diese Art der Überführung sich in der Vergangenheit aufgrund der besseren Manövrierfähigkeit bewährt hatte. Die Überführung bewältigte das Schiff mit Unterstützung zweier Schlepper, mittels eines rund 12-stündigen Staus mittels des Emssperrwerks. Nach rund 7-stündiger Fahrt passierte das Schiff um kurz nach Mitternacht das Emssperrwerk.
Am 9. Oktober 2012 wurde die Celebrity Reflection in Eemshaven an Celebrity Cruises abgeliefert.

### Jungfernfahrt
Die Jungfernfahrt der Celebrity Reflection startete am 12. Oktober 2012 in Amsterdam und führte über Zeebrügge, Le Havre, Gijón, Vigo und Málaga, bis sie am 21. Oktober 2012 in Barcelona endete.

## Einzelheiten
Die Celebrity Reflection ist 319 Meter lang, 37,4 Meter breit und hat einen Tiefgang von maximal 8,60 Metern. Von den 18 Decks des Schiffes sind 13 Passagierdecks, auf denen 1.526 Kabinen den 3.046 Passagieren zur Verfügung stehen (bei 2 Pers./Kabine). Mehr als 90 Prozent der Kabinen sind Außenkabinen und über 85 Prozent der Kabinen sind mit einem eigenen Balkon ausgestattet. Das Schiff ist das fünfte und letzte Schiff der Solstice-Klasse. Im Vergleich zu den vier Vorgängerschiffen Celebrity Solstice (Baujahr 2008), Celebrity Equinox (Baujahr 2009), Celebrity Eclipse (Baujahr 2010) und Celebrity Silhouette (Baujahr 2011) ließ die Reederei ein weiteres halbes Deck einziehen sowie einen neuen Suiten-Typen (AquaClass) einführen und die Sunset Bar sowie die Sky Observation Lounge umbauen. Wie schon auf den Schwesterschiffen, wurde auch auf der Celebrity Reflection über 2000 Quadratmeter echter Rasen für den Celebrity Lawn Club verlegt.

### Antrieb
Der Antrieb der Celebrity Reflection erfolgt dieselelektrisch über zwei steuerbare Propellergondeln des Herstellers ABB mit je 20,5 MW Leistung. Für die Stromerzeugung stehen vier Dieselgeneratoren von MAN Diesel & Turbo (Typ 14V48/60B/CR) sowie zwei Notgeneratoren von Mitsubishi (Typ S16R) zur Verfügung.